# Tarpan Honker
Honker (раніше відомий як Tarpan Honker, також Daewoo Honker, Andoria Honker,  Intrall Honker 4x4, та DZT Tymińscy Honker) — польський легковий автомобіль підвищеної прохідності (позашляховик).

## Історія
В 1984 конструктори Fabryka Samochodów Rolniczych в Познані підготували прототип нового позашляховика для польської армії. Однак серійне виробництво почалось тільки в 1988 році.
Наприкінці 1996 права на виробництво викупила фірма Daewoo Motor Polska, котра з деякими змінами почала випуск в Любліні під назвою Daewoo Honker 2324. Відмінності були дуже малі. Фірма планувала модернізацію авто, а також випуск нової моделі — Daewoo Honker II, однак обмежилися зовнішніми змінами і почали випуск Daewoo Honker 2000.
Після банкрутства Daewoo ліцензію на випуск викупили сразу дві фірми — Andoria-Mot (випускала обмежену кілікість пікапів в 2002—2003), а також Intrall Polska (з січня 2004 — весна 2007). Остання в 2004 виготовила для польського контінгенту в Іраку броньовану версію — Honker Skorpion 3.
В 2009 власник прав на Honker — фірма Syndyk DMP продала їх DZT Tymińscy, яка знову почала випуск авто.
А в 2008 перемовини про закупку прав вела українська фірма ДП Нафтогазбуд-полікор, проте домовленість між українською стороною та власником DMP не була остаточно затверджена.

## Виробництво
| Рік  | Кількість |
| 1992 | 450       |
| 1994 | 314       |
| 1995 | 288       |
| 1996 | 20        |
| 1997 | 155       |
| 1998 | 232       |
| 1999 | 350       |
| 2000 | 200       |
| 2001 | 40        |
| 2002 | 140       |
| 2003 | 278       |
| 2004 | 490       |
| 2005 | 177       |
| 2006 | 245       |
| 2007 | 35        |

## Модифікації
- Tarpan Honker 4012. Пасажирська версія на 10 пасажирів.
- Tarpan Honker 4022. Вантажний пікап на 2 пасажири.

## Країни-експлуатанти
- Азербайджан. 3 Honker використовується протимінною агенцією.
- Ірак. Десяток Honker Skorpion 3 (імовірно не озброєні) використовуються армією Іраку.
- Латвія. У складі латвійського контингенту в Іраку.
- Литва. У складі литовського контингенту в Іраку.
- Нігерія. використовується збройними силами Нігерії.
- Польща: використовується Сухопутними військами Польщі, Поліцією та іншими.
- Україна. Декілька десятків Honker були придбані на пожертви громади Тернополя з наявного на складі польської армії та відправлені в частини, які воюють на Донбасі (ймовірно в добровольчі батальйони).[3]

## Галерея

Польський контингент в Іраку
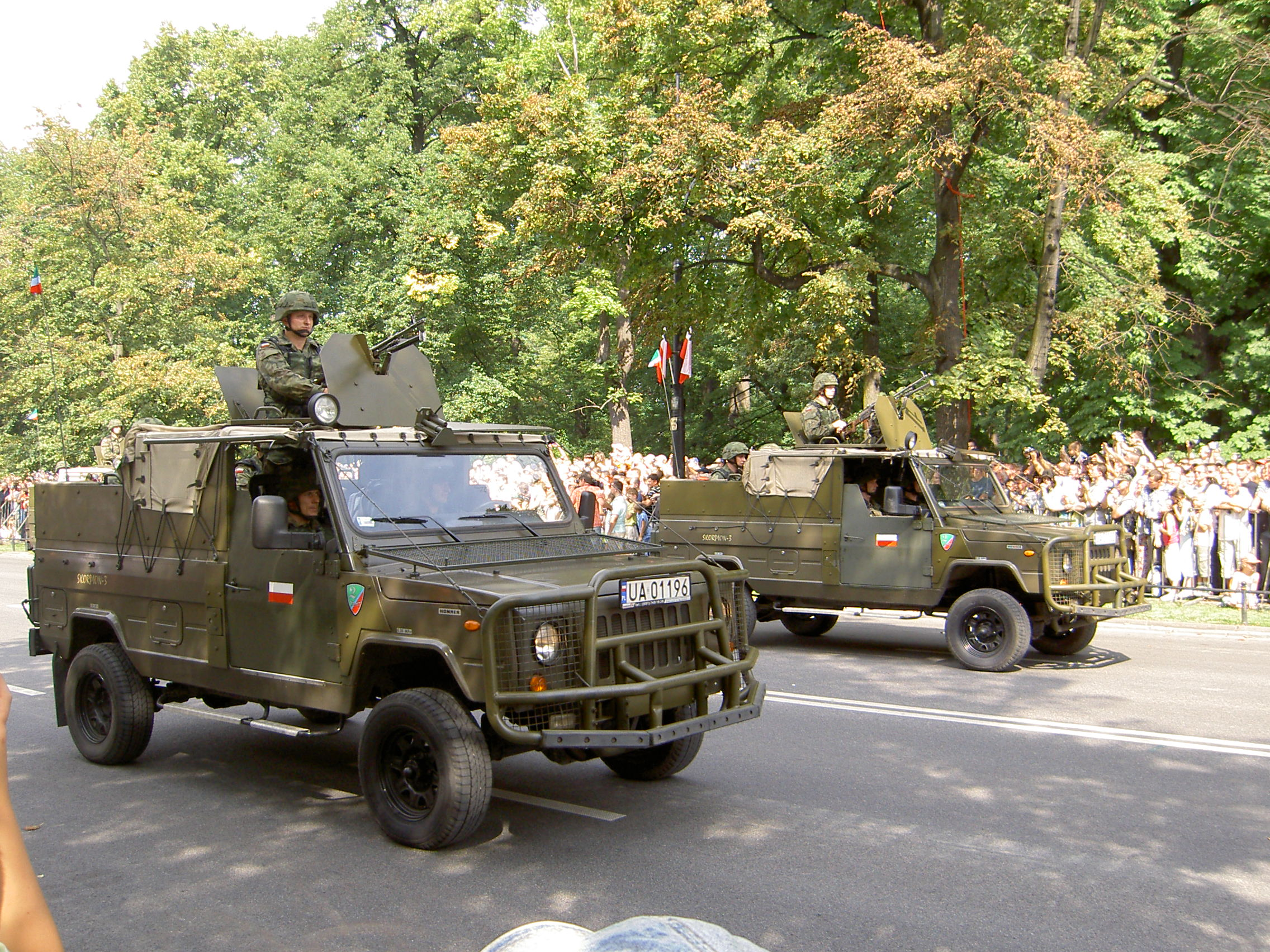
Броньований Honker Skorpion 3
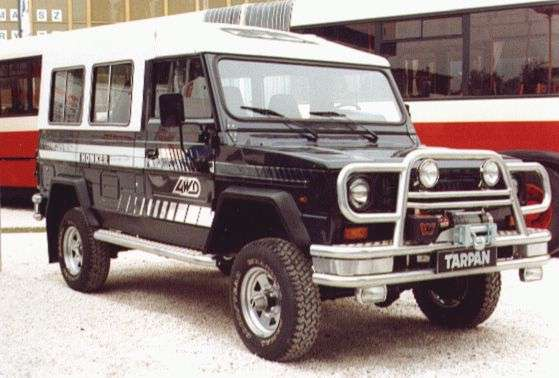
Цивільна версія Tarpan Honker
Tarpan Honker у складі батальйону «Дніпро-1», січень 2015